# Кандагарская двуязычная надпись
Кандагарская двуязычная надпись — двуязычная греко-арамейская надпись, созданная около 260 года до н. э. Является самым ранним известным эдиктом царя Ашоки. Обнаружена в 1958 году на склоне Чехель-Зина в районе афганского Кандагара.

## Содержание
Надпись содержит два текста на греческом и арамейском. Тексты не идентичны по содержанию и вероятно являются вольными переводами изначального текста на пракрите. Арамейская надпись содержит большое количество иранских слов, чьё толкование затруднено. Примечателен перевод буддийского термина дхарма (букв. «установленное, прочное») на греческий как эвсебия («благоговение») и на арамейский как кашшита (qaššīṭā, «прямое, истинное»).
Греческий язык распространился в этом регионе после завоеваний Александра Македонского в 323 году до н. э. На территории современного Кандагара располагалась греческая колония Александрия Арахозия. Арамейский же был официальным языком Ахеменидской империи.
Существование этой надписи считают доказательством того, что империя Ашоки простиралась до районов Кандагара, а также наличия в нём греческого населения, наряду с иранским. Эмиль Бенвенист сравнивает многочисленные иранские элементы в арамейской части надписи с авестийским языком и идентифицирует их язык с языком камбоджей.

## Текст

### Греческий текст
| Оригинал | С пунктуацией |
| --- | --- |
| 1. ΔΕΚΑΕΤΩΝΠΛΗΡΗ■■■■ΩΝΒΑΣΙ■ΕΥΣ 2. ΠΙΟΔΑΣΣΗΣΕΥΣΕΒΕΙΑ■■■Ε■ΞΕΝΤΟΙΣΑΝ 3. ΘΡΩΠΟΙΣΚΑΙΑΠΟΤΟΥΤΟΥΕΥΣΕΒΕΣΤΕΡΟΥΣ 4. ΤΟΥΣΑΝΘΡΏΠΟΥΣΕΠΟΙΗΣΕΝΚΑΙΠΑΝΤΑ 5. ΕΥΘΗΝΕΙΚΑΤΑΠΑΣΑΝΓΗΝΚΑΙΑΠΕΧΕΤΑΙ 6. ΒΑΣΙΛΕΥΣΤΩΝΕΜΨΥΧΩΝΚΑΙΟΙΛΟΙΠΟΙΔΕ 7. ΑΝΘΡΩΠΟΙΚΑΙΟΣΟΙΘΗΡΕΥΤΑΙΗΑΛΙΕΙΣ 8. ΒΑΣΙΛΕΩΣΠΕΠΑΥΝΤΑΙΘΗΡΕΥΟΝΤΕΣΚΑΙ 9. ΕΙΤΙΝΕΣΑΚΡΑΤΕΙΣΠΕΠΑΥΝΤΑΙΤΗΣΑΚΡΑ 10. ΣΙΑΣΚΑΤΑΔΥΝΑΜΙΝΚΑΙΕΝΗΚΟΟΙΠΑΤΡΙ 11. ΚΑΙΜΗΤΡΙΚΑΙΤΩΝΠΡΕΣΒΥΤΕΡΩΝΠΑΡΑ 12. ΤΑΠΡΟΤΕΡΟΝΚΑΙΤΟΥΛΟΙΠΟΥΛΩΙΟΝ 13. ΚΑΙΑΜΕΙΝΟΝΚΑΤΑΠΑΝΤΑΤΑΥΤΑ 14. ΠΟΙΟΥΝΤΕΣΔΙΑΞΟΥΣΙΝ | 1. δέκα ἐτῶν πληρη[θέντ]ων βασι[λ]εὺς 2. Πιοδασσης εὐσέβεια[ν ἔδ]ε[ι]ξεν τοῖς ἀν- 3. θρώποις, καὶ ἀπὸ τούτου εὐσεβεστέρους 4. τοὺς ἀνθρώπους ἐποίησεν καὶ πάντα 5. εὐθηνεῖ κατὰ πᾶσαν γῆν• καὶ ἀπέχεται 6. βασιλεὺς τῶν ἐμψύχων καὶ οἱ λοιποὶ δὲ 7. ἀνθρωποι καὶ ὅσοι θηρευταὶ ἤ αλιείς 8. βασιλέως πέπαυνται θηρεύοντες καὶ 9. εἲ τινες ἀκρατεῖς πέπαυνται τῆς ἀκρα- 10. σίας κατὰ δύναμιν, καὶ ἐνήκοοι πατρὶ 11. καὶ μητρὶ καὶ τῶν πρεσβυτέρων παρὰ 12. τὰ πρότερον καὶ τοῦ λοιποῦ λῶιον 13. καὶ ἄμεινον κατὰ πάντα ταῦτα 14. ποιοῦντες διάξουσιν. |

Перевод:
1Завершились десять лет [правления] царя 2Приядаси, и открыл он благочестие лю3дям, и с тех пор благочестивее 4сделал людей, и всё 5процветает на всей земле. И воздерживается 6царь от [умерщвления] живых существ, и потому другие 7люди, даже охотники и рыбаки 8царя прекратили охотиться, и 9если кто-то был несдержанным, то он прекратил нес10держанность по мере возможности; и слушаются отца, 11и мать, и старших, по 12предшествующему и последующему; лучше 13и предпочтительнее для всех так 14делать, [и пусть] они продолжат.
1. ↑  Трактовка фразы παρὰ τὰ πρότερον καὶ τοῦ λοιποῦ вызывает споры. Она трактуется как «в прошлом и будущем», «вопреки [тому как они делали] в прошлом, в будущем [же]…», также сравнивается с формулами из пракрита вроде 𑀳𑀺𑀤𑀮𑁄𑀓𑀺𑀓𑀧𑀮𑀮𑁄𑀓𑀺𑀓𑁆𑀬𑀸 hidalokika palalokikyā «в этом мире и следующем мире» из эдиктов Ашоки[4].

### Арамейский текст
| Арамейское письмо | Транслитерация (квадратное письмо) | Транслитерация (латиница) |
| --- | --- | --- |
| 1. 𐡔𐡍𐡍 𐡉 𐡐𐡕𐡉𐡕𐡅 𐡏𐡁𐡉𐡃 𐡆𐡉 𐡌𐡓𐡀𐡍 𐡐𐡓𐡉𐡃𐡀𐡓𐡔 𐡌𐡋𐡊𐡀 𐡒𐡔𐡉𐡈𐡀 𐡌𐡄𐡒𐡔𐡈 2. 𐡌𐡍 𐡀𐡃𐡉𐡍 𐡆𐡏𐡉𐡓 𐡌𐡓𐡏𐡀 𐡋𐡊𐡋𐡄𐡌 𐡀𐡍𐡔𐡍 𐡅𐡊𐡋𐡄𐡌 𐡀𐡃𐡅𐡔𐡉𐡀 𐡄𐡅𐡁𐡃 3. 𐡅𐡁𐡊𐡋 𐡀𐡓𐡒𐡀 𐡓𐡀𐡌 𐡔𐡕𐡉 𐡅𐡀𐡐 𐡆𐡉 𐡆𐡍𐡄 𐡊𐡌𐡀𐡊𐡋𐡀 𐡋𐡌𐡓𐡀𐡍 𐡌𐡋𐡊𐡀 𐡆𐡏𐡉𐡓 4. 𐡒𐡈𐡋𐡍 𐡆𐡍𐡄 𐡋𐡌𐡇𐡆𐡄 𐡊𐡋𐡄𐡌 𐡀𐡍𐡔𐡍 𐡀𐡕𐡄𐡇𐡎𐡉𐡍𐡍 𐡀𐡆𐡉 𐡍𐡅𐡍𐡉𐡀 𐡀𐡇𐡃𐡍 5. 𐡀𐡋𐡊 𐡀𐡍𐡔𐡍 𐡐𐡕𐡉𐡆𐡁𐡕 𐡊𐡍𐡌 𐡆𐡉 𐡐𐡓𐡁𐡎𐡕 𐡄𐡅𐡉𐡍 𐡀𐡋𐡊 𐡀𐡕𐡄𐡇𐡎𐡉𐡍𐡍 𐡌𐡍 6. 𐡐𐡓𐡁𐡎𐡕𐡉 𐡅𐡄𐡅𐡐𐡕𐡉𐡎𐡕𐡉 𐡋𐡀𐡌𐡅𐡄𐡉 𐡅𐡋𐡀𐡁𐡅𐡄𐡉 𐡅𐡋𐡌𐡆𐡉𐡔𐡕𐡉𐡀 𐡀𐡍𐡎𐡍 7. 𐡀𐡉𐡊 𐡀𐡎𐡓𐡄𐡉 𐡇𐡋𐡒𐡅𐡕𐡀 𐡅𐡋𐡀 𐡀𐡉𐡕𐡉 𐡃𐡉𐡍𐡀 𐡋𐡊𐡋𐡄𐡌 𐡀𐡍𐡔𐡉𐡀 𐡇𐡎𐡉𐡍 8. 𐡆𐡍𐡄 𐡄𐡅𐡕𐡉𐡓 𐡋𐡊𐡋𐡄𐡌 𐡀𐡍𐡔𐡍 𐡅𐡀𐡅𐡎𐡐 𐡉𐡄𐡅𐡕𐡓 | 1. שנן י פתיתו עביד זי מראן פרידארש מלכא קשיטא מהקשט 2. מן אדין זעיר מרעא לכלהם אנשן וכלהם אדושיא הובד 3. ובכל ארקא ראם שתי ואף זי זנה כמאכלא למראן מלכא זעיר 4. קטלן זנה למחזה כלהם אנשן אתהחסינן אזי נוניא אחדן 5. אלך אנשן פתיזבת כנם זי פרבסת הוין אלך אתהחסינן מן 6. פרבסתי והופתיסתי לאמוהי ולאבוהי ולמזישתיא אנסן 7. איך אסרהי חלקותא ולא איתי דינא לכלהם אנשיא חסין 8. זנה הותיר לכלהם אנשן ואוסף יהותר | 1. šnn 10 ptytw ‘byd zy mr’n pryd’rš mlk’ qšyṭ’ mhqšṭ 2. mn ’dyn z‘yr mr‘’ lklhm ’nšn wklhm ’dwšy’ hwbd 3. wbkl ’rq’ r’m šty w’p zy znh km’kl’ lmr’n mlk’ z‘yr 4. qṭln znh lmḥzh klhm ’nšn ’thhsynn ’zy nwny’ ’ḥdn 5. ’lk ’nšn ptyzbt knm zy prbst hwyn ’lk ’thḥsynn mn 6. prbsty whwptysty l’mwhy wl’bwhy wlmzyšty’ ’nsn 7. ’yk ’srhy ḥlqwt’ wl’ ’yty dyn’ lklhm ’nšy’ ḥsyn 8. znh hwtyr lklhm ’nšn w’wsp yhwtr |

Перевод:
1[Через] 10 лет [после того, как] он стал коронован(?), наш господин, царь Приядаси, установил истину. 2С тех пор зло уменьшилось среди людей, и все адошья повержены, 3и радость распространилась на всей земле. И кроме того, для еды нашего господина царя уменьшилось 4умерщвление [животных], и видя это, люди [тоже] прекратили, и даже тем, кто ловит рыбу, 5не дозволено это. Также те, кто был прабаст, прекратили 6прабастию. И благое послушание матери, и отцу, и старшим, 7повинуясь тому, что решено судьбой; и нет суда для благочестивых; 8это принесёт всем людям пользу, и продолжит приносить пользу.
1. ↑  Значение слова ptytw неясно, но большинство исследователей считает его иранским. Джорджо Леви делла Вида связывает это слово с иранским *patītō «освобождённый (от грехов, то есть принявший буддизм)» (ср. авест. 𐬞𐬀𐬌𐬙𐬌𐬙𐬀 paitita «отпущение (грехов), раскаяние»), однако для надписей Ашоки характерна датировка от восшествия на престол, а не от обращения в буддизм, которое случилось незадолго до создания этой надписи на 10-м году правления Ашоки. Эмиль Бенвенист соотносит это слово с греческим πληρη[θέντ]ων и реконструирует как *patitava- «период» («[по прошествии] периода в 10 лет»), а Петер Нобер трактует это слово как семитское со значением «подходить к концу» от незафиксированного арамейского корня *PTT, однако обе эти версии затруднены синтаксически. Джованни Гарбини, перечисляя недостатки этих теорий, указывает, что ptytw так или иначе должно указывать на коронацию. М. Н. Боголюбов считает это слово иранским переводом пракритск. abhisito «окроплённый (святой водой, то есть помазанный, коронованный)», реконструируя его как *pāti-tāwa-, выводя корень tāwa- из пуштунск. توے toy «пролитый»[5][6].
2. ↑  Слово ’dwšy’ трактуется как древнеперсидское *adauš- «нелюбимцы, ненавистники, враги», иногда «несчастья».
3. ↑  Гарбини указывает, что интерпретация слова znh «этот» в этом месте затруднена. Боголюбов предлагает читать znh здесь как zānū-h «они его снабжали», в отличие от ḏinā «этот» в других местах, переводя всё предложение как «И также которые снабжали пищей нашего господина царя, мало (теперь) убивают».
4. ↑  Слово ptyzbt трактуется как иранское *pati-zbāta «запрещённый». Гарбини, цитируя Нобера, указывает, что имеется в виду добровольное принятие рыбаками морального запрета на рыболовство, нежели чем запрет царём под страхом наказания. Боголюбов считает, что ’nšn здесь также является омографом: вместо обычно ’anāšīn «люди», в прочих случаях имеющего при себе klhm «все они», здесь употреблено ’inśūn «они взяли, приняли (на себя)».
5. ↑  Значение слова prbst и производного prbsty неизвестно; обычно его считают соответствующим греческому ἀκρατής «невоздержанный, неумеренный». Антонино Пальяро и Леви делла Вида отождествляют его с иранским *fra-bast «болезненный, нездоровый». Боголюбов реконструирует слово от того же корня *para-basta- «причиняющий страдания (другим), приносящий болезни». Франц Альтхайм и Рут Стил отвергают эту связь, и возводят его к *pari-basta- «связанный» в образном значении «ограниченный (ментально), пленённый (страстями)». Бенвенист соотносит его с *frabasta- «ограниченный», но в противоположном значении, «необузданный», и Нобер соглашается с ним, найдя примеры слова frbst со схожим смыслом. Джованни Гарбини высказывает мысль, что оно может соответствовать θηρευτής «охотник».
6. ↑  Слово hwptysty трактуют как иранское hupatyasti «благое послушание», однако такая трактовка затруднена грамматически (предложение в арамейском должно содержать глагол). Это слово также встречается в арамейской надписи из Таксилы.
7. ↑  Слово mzyšty’ обычно трактуется как «старшие» — ср. авест. 𐬨𐬀𐬰𐬌𐬱𐬙𐬀 mazišta «величайший».
8. ↑  или «это поощряется среди всех людей, и всегда будет поощряться» — ср. аналогичную фразу в арамейской надписи из Таксилы в сопоставлении с пракритским текстом 4-го эдикта Ашоки.